# Ovaille de 1584
Pour les articles homonymes, voir Ovaille (homonymie).
L'Ovaille de 1584 est un très gros éboulement qui ensevelit partiellement les villages de Corbeyrier et Yvorne dans le Canton de Vaud en Suisse le 4 mars 1584 (14 mars dans le calendrier grégorien).

## Récits historiques
Voici quelques extraits d'un récit écrit par un notaire anonyme d'Aigle :

« Le Dimanche premier jour de mars 1584 és pays de Lyonnois, Masconnois, Dauphiné, Saouye, Piedmont, Valais, Suisse et Bourgongne, à onze heures et demie venanz à midi, l'air estant coy, assez clair et serain, et le soleil luisan, se fit une secousse ou prompt eslancement et tremblement de terre qui ne dura pas plus de dix ou douze minutes d'orloge pour ce coup là...
...avint ce qui s’ensuit, en un quartier de pays eslongné de ce bout du lac environ 2 heures de chemin, à 4 harquebuzades ou environ de la ville d’Aille, appartenante au Canton de Berne, et ce le mercredi quatrième jour, entre neuf et dix heures du matin. Grande quantité de terre, tombant des sommets et replats des montagnes (de mesme npresques que feroit une ravine d’eaux précipitées a val d’un rocher) s’eslança de bien loin, et comme aucun ont arresté, d’environ une lieuë, non tant de son mouvement naturel, qui rend du haut en bas, que poussé par vent et exalaisons meslees parmi. Ceste terre fut si rudement agitee, qu’en un instant elle couvrit les lieux prochains du bas, sur lesquels elle se versa, et chassant devant soy, toute l’autre terre, qu’elle rencontroit, l’emporta ; icelle aussi consentit tant plus aisement qu’elle estoit esmuë de ces tremblemens et vents remuans aussi rudement que la première : et en prit comme d’une mer agitée, ou un flot pousse l’autre flot tout de suite... »

Et plus loin :

« ... La terre donna d’enhaut si roidement sur ce village, qu’il fut couvert en un instant, exceptee une maison, ou advint que le maistre, estonné du grand fracas qu’il entendoit, dit a sa femme qu’il croyoit que la fin du monde estoit venuë, et qu’il fallait prier Dieu, à ce qu’il leur fist misericorde. Sans délay se mettant a genoux dans leur maison ils sentirent un tel fruit de leurs prieres, que la terre qui rouloit, come a esté dit, passa en forme de vague impetueuse pardessus leur maison, sans l'endomrnager ni offenser aucun leans, fors le maistre mesme, un beu blesse à la teste
son chapeau aiant esté percé...
...C’est qu’un enfant de 12 ou 13 semaines fut trouvé sain et sauf en son berceau, et vescu depuis, ayant aupres de soy sa pauvre mere morte, laquelle estendant ses bras sur ce berceau, pour garentir son enfant, avait esté toute froissee par la ruyne de la maison...
...Elle couvrit soixante neuf maisons, cent et six granges, quatre caves, et deux battoirs sequestrez de ces granges et maisons, avec quantité de bleds, vins, meubles et pasture.
De fait ce village estoit très bien accommodé de toutes choses, estimé l’un des meilleurs de tout le pays de Ligues, pris pour pris. La situation estoit sur une pente, doucement estendue, du levant au couchant, en lieu si fertile, que d’une mesme terre l’on faisoit chacun an trois cueillettes de blé, de millet, et de raves : aussi ny avoit-il point de pauvres ni de mendians entre eux, mais tous iusques au moindre, s’entretenoyent honnestement de leur bien et travail, estant gens simples, laborieux eslognez de mauvaises pratiques d’usures et de proces, au tesmoignage de tous les voisins...
... Il y demeura quelques hommes : mais le plus grand nombre fut de femmes et d’enfans ; d’autant que presques tous les hommes estoyent au labeur des champs. Parmi ceste visitation, Dieu usa d’une telle misericorde, qu’il n’y eut maison dont ne restast en vie quelque homme ou enfant. »

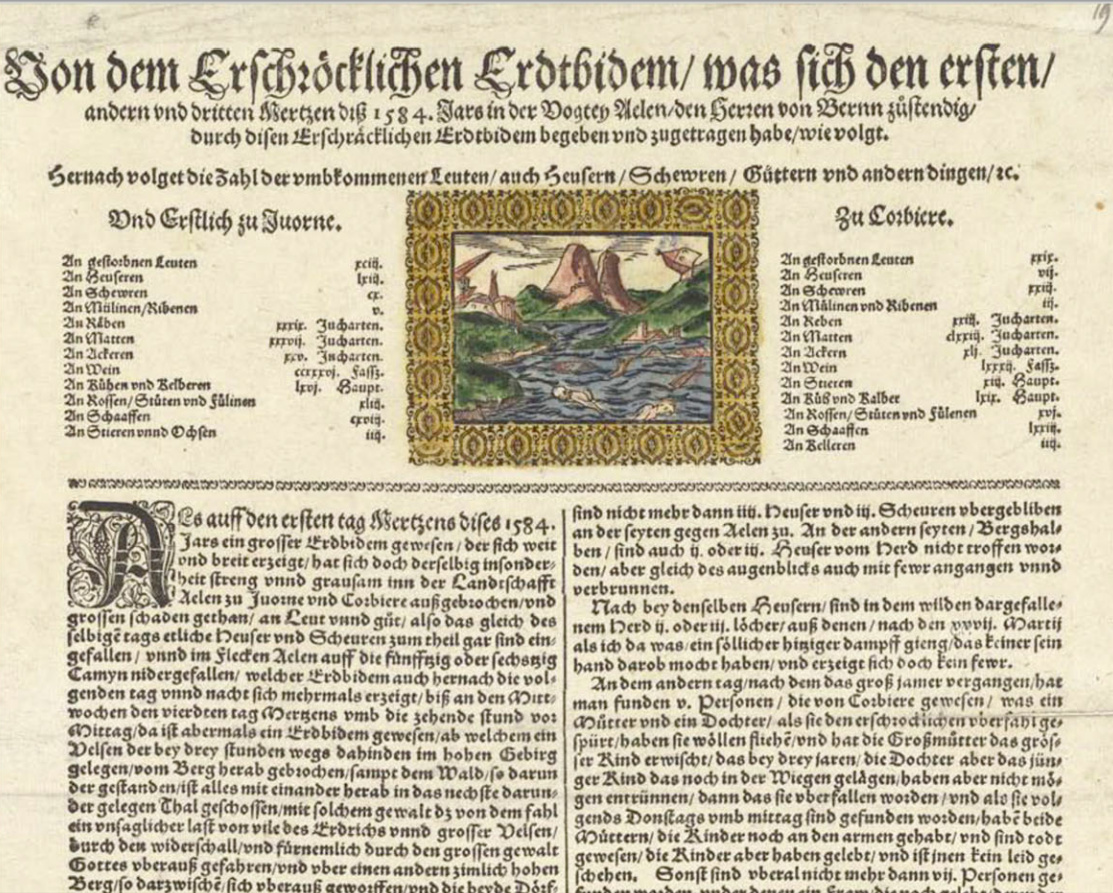
Leaflet by Samuel Apiarius in Basel printed in 1584 (repris de)

Un autre document d'époque en vieil allemand publié à Bâle en 1584 peu après l'éboulement :
de part et d'autre de l'image sont listées les pertes à Yvorne et à Corbeyrier reprisent ci-dessous.
| Pertes subies                | à Yvorne     | à Corbeyrier |
| ---------------------------- | ------------ | ------------ |
| Personnes mortes             | 93           | 29           |
| Maisons                      | 63           | 7            |
| Granges                      | 110          | 23           |
| Moulins et scies             | 5            | 3            |
| Vignes                       | 39 poses     | 23 poses     |
| Prés                         | 39 poses     | 173 poses    |
| Champs                       | 37           | 41           |
| Vin                          | 236 tonneaux | 82 tonneaux  |
| Vaches et veaux              | 66           | 69           |
| Chevaux, juments et poulains | 43           | 16           |
| Moutons                      | 118          | 73           |
| Bœufs                        | 3            | -            |

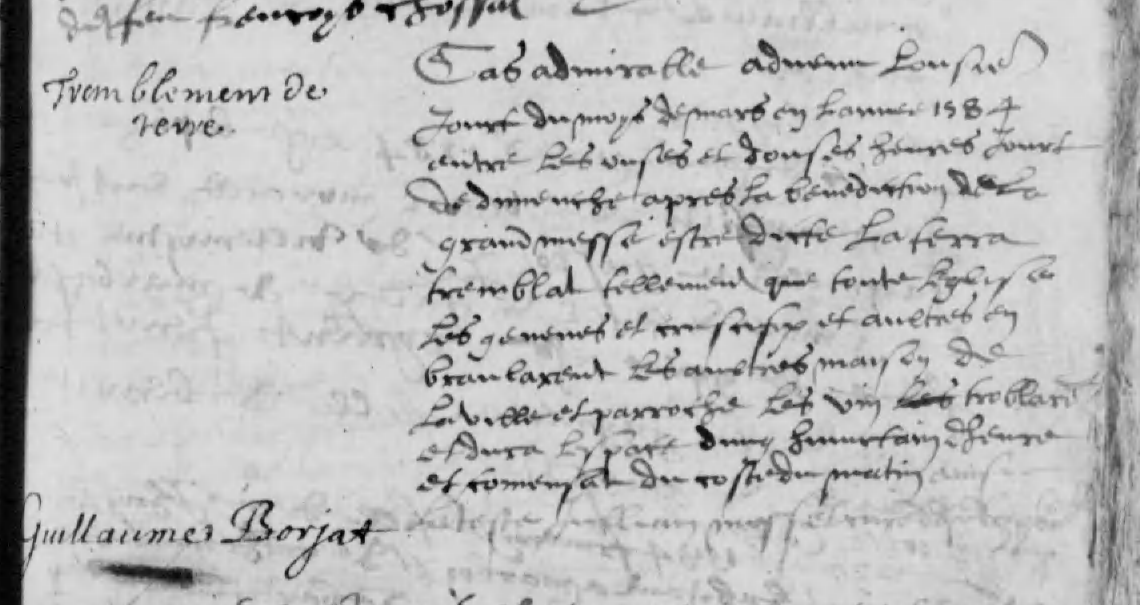
Le curé de Marboz décrivant un violent tremblement de terre au même moment, dans le registre paroissial du village

Les registres parroissiaux de l'Ain contiennent également une description par le curé de Marboz d'un violent tremblement de terre survenu ce même dimanche de Mars 1584, laissant à penser que les deux évènements sont liés.

## Carte géologique

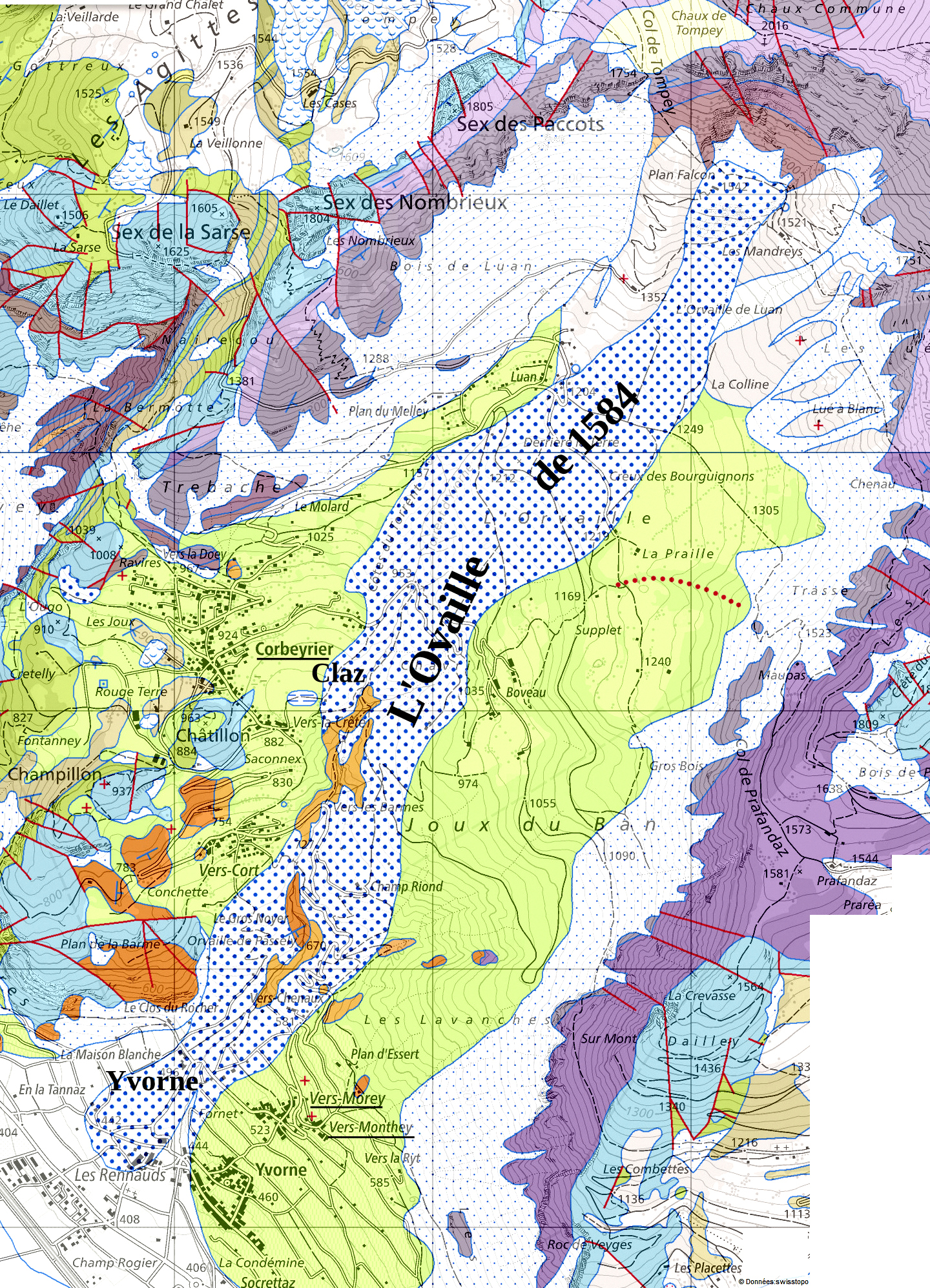
Cliquez pour la [https://s.geo.admin.ch/8eb83f2dc6 carte géologique sur Swisstopo

Le 1er mars 1584 (11 mars dans le calendrier grégorien) entre 11 heures et demi et midi, un premier tremblement de terre ébranla toute la région du Chablais et bien au-delà. Il y eut des répliques les jours suivant et le 4 mars 1584 (14 mars dans le calendrier grégorien), entre 9 h et 10 h, un nouveau tremblement de terre déclencha un gigantesque éboulement de boue et de roches depuis le cirque rocheux de Plan-Falcon au-dessus de Corbeyrier et qui atteignit la plaine du Rhône après avoir enseveli en grande partie les villages de Corbeyrier et Yvorne. La coulée d'une largeur moyenne de 500 m a une longueur d'environ 4,5 km.

## Vignoble et terroir

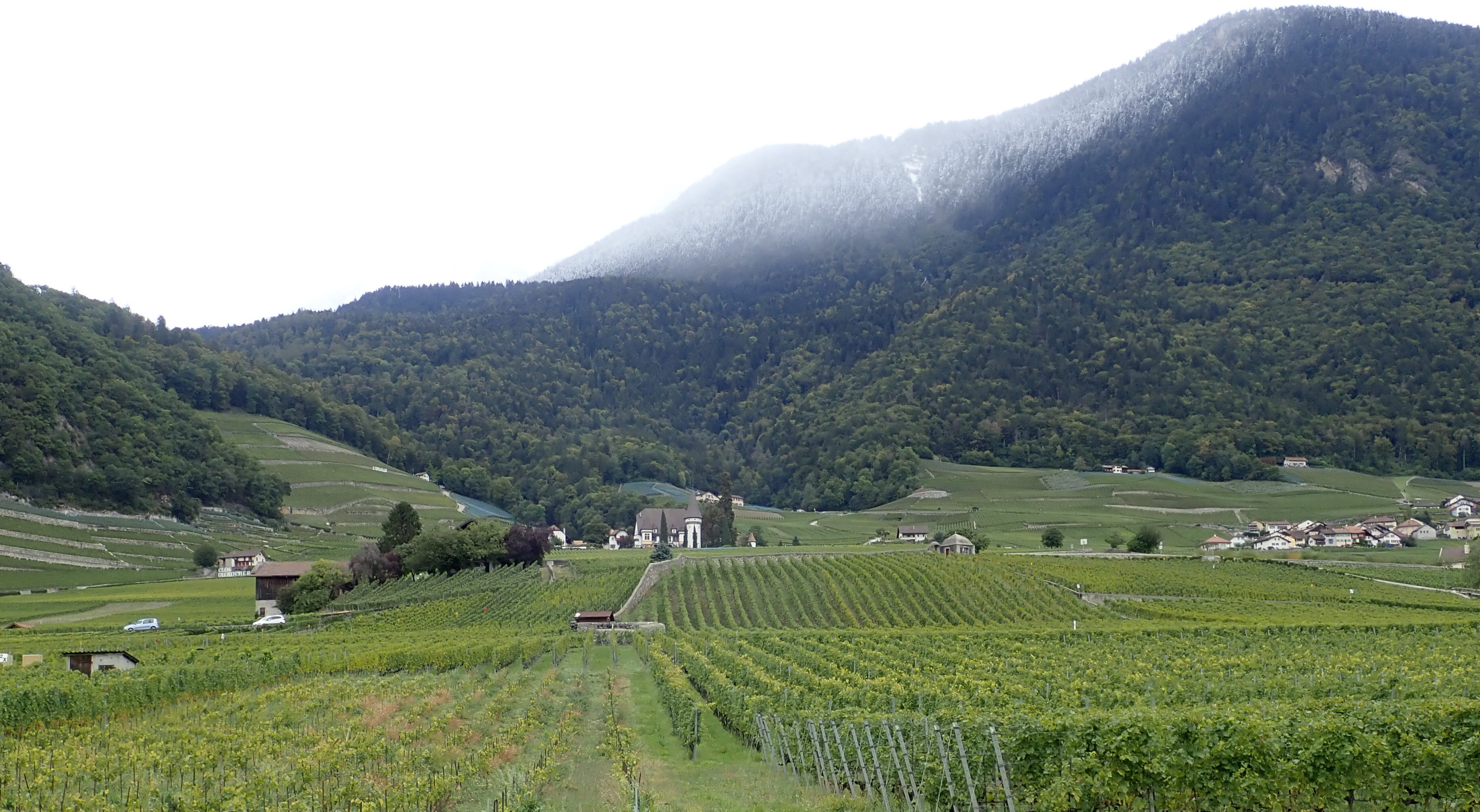
Vue sur une partie du vignoble d'Yvorne avec, en haut à gauche du Château Maison Blanche, le magnifique terroir de l'Ovaille.

Cette catastrophe coiffa la partie nord-ouest du vignoble d’Yvorne d’un vaste cône de déjection.
C’est là que l'on trouve actuellement le fameux vignoble de l'Ovaille, dont le nom, provenant du vieux français « orvaille », signifie « désastre, catastrophe, ravage ».
Un roman, L'ovaille, a été consacré à ce drame par Pierre Delacrétaz en 1983.